# 營銷渠道
营销渠道是指商品的所有权从生产地點转移到消费者手中的活动和方式，其中還涉及生產、銷售企業和員工。
制造商或批发商通过使用多種方式接触最终用户。生产者可以同时通过网站直接接触消费者，或者通過零售商將產品銷售給消費者。